# Lonchaea ussuriensis
Lonchaea ussuriensis är en tvåvingeart som beskrevs av Nikolai Vasilevich Kovalev 1973. Lonchaea ussuriensis ingår i släktet Lonchaea och familjen stjärtflugor. Inga underarter finns listade i Catalogue of Life.